# ویلیان میمبلا
ویلیان میمبلا (اسپانیایی: Willyan Mimbela‎؛ زادهٔ ۱۵ مهٔ ۱۹۹۲)، بازیکن فوتبال اهل پرو است که در پست مهاجم بازی می‌کند.
از باشگاه‌هایی که در آن بازی کرده‌است می‌توان به الیانزا لیما، ناسیونال مادیرا و تراکتور اشاره کرد.